# Ristantia pachysperma
Ristantia pachysperma là một loài thực vật có hoa trong Họ Đào kim nương. Loài này được (F.Muell. & F.M.Bailey) Peter G.Wilson & J.T.Waterh. miêu tả khoa học đầu tiên năm 1982.